# Fridlef Afzelius

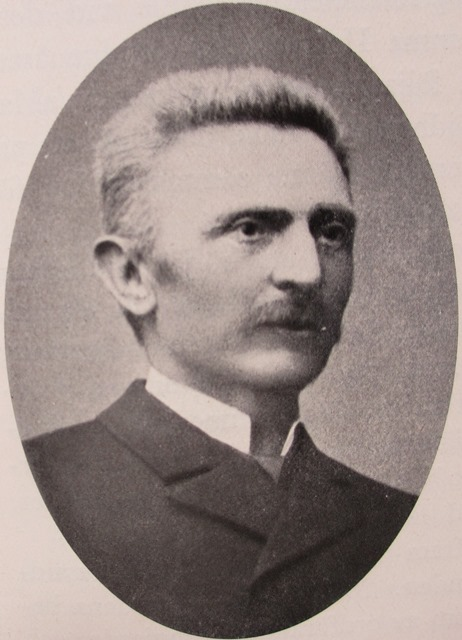
Fridlef Afzelius.

Carl Fridlef Astolf Afzelius, född 8 oktober 1842 i Enköping, död 1 november 1916 i Stockholm, var en svensk apotekare. Han var son till Arvid August Afzelius och far till Gunnar och Karl Afzelius.
Afzelius blev elev på apoteket i Hudiksvall 1861, avlade farmacie kandidatexamen 1865 och apotekarexamen 1868. Han var anställd på apoteket i Hudiksvall 1868–1871, föreståndare för Garnisonssjukhusets apotek i Stockholm 1871–1874 och innehavare av det 1763 grundade apoteket i Söderhamn från 1874. Apoteket hade sedan 1860 filial i Bollnäs och 1882 öppnades ett medikamentsförråd i Ljusne. Han var riddare av Vasaorden.
Afzelius valdes till ordförande i styrelsen för Hälsinglands städers hypoteksförening 1880, ledamot i centralstyrelsen för Helsinglands Enskilda Bank 1883, i styrelsen för Söderhamns stads sparbank 1890 och ordförande i sistnämnda bank 1895–1916.
Han valdes 1906 till den förste ordföranden i det för stadens förskönande bildade Söderhamns planteringssällskap, vilket redan från början fick en anslutning av 300 medlemmar och var ordförande i Söderhamns stadsfullmäktige 1907–1912. Afzelius är begravd på Söderhamns kyrkogård.